# Żal niedoskonały
Żal niedoskonały (łac. attritio) – ból z powodu popełnionego grzechu wynikający z pobudek ludzkich (strach przed karą, odraza do zła). Usposabia on człowieka do sakramentu spowiedzi, będąc jednym z jego najważniejszych elementów. Temat ten podejmowali m.in. św. Tomasz z Akwinu oraz Sobór Trydencki.